# Николаева, Ульяна Олеговна
Ульяна Олеговна Николаева (25 июля 1987) — российская футболистка, защитница.

## Биография
Воспитанница клуба «Дон» (Азов), позднее переименованного в «Дончанку».
В конце 2000-х годов перешла в краснодарскую «Кубаночку», где первоначально выступала за молодёжный состав. В первом составе «Кубаночки» дебютировала 17 апреля 2010 года в матче высшей лиги России против «Измайлово», заменив на 45-й минуте Наталью Пасишнюк. Всего за основной состав краснодарского клуба сыграла 12 матчей в первой половине 2010 года.
В дальнейшем вернулась в «Дончанку», за которую выступала около 10 сезонов. В 2012—2013 и 2017 годах со своим клубом выступала в высшем дивизионе, приняла участие в 29 матчах. В остальных сезонах выступала в первом дивизионе, становилась неоднократной победительницей и призёром соревнований. С 2021 года продолжила играть за клуб, преобразованный в ЖФК «Ростов», выступавший теперь в Суперлиге, где играла до завершения карьеры футболистки в конце 2023 года (в сезоне 2023 на поле не выходила). В начале 2024 года стала начальником женской молодёжной команды «Ростова».